# Gaizka Larrazabal
Gaizka Larrazabal Goikoetxea (* 17. Dezember 1997 in Bilbao), auch bekannt als Larra, ist ein spanischer Fußballspieler, der beim Zweitligisten Real Saragossa unter Vertrag steht. Der Flügelspieler ist seit Mai 2019 für die nicht anerkannte baskische Auswahl im Einsatz.

## Karriere

### Verein
Der in der baskischen Stadt Bilbao geborene Gaizka Larrazabal spielte in den Jugendmannschaften des Lauro Ikastola CF und Danok Bat CF. Bei letzterer zeigte er in der Juniorenliga beeindruckende Leistungen und erweckte das Interesse größerer Vereine. Am 3. Juni 2016 unterzeichnete er bei der SD Zamudio, welche in der Vorsaison 2015/16 in die Segunda División B aufgestiegen waren. Am 27. August 2016 (2. Spieltag) debütierte er bei der 1:3-Heimniederlage gegen Athletic Bilbao B in der dritthöchsten spanischen Spielklasse, als er in der Halbzeitpause für Ander Garmendia eingewechselt wurde und im weiteren Verlauf der Partie einen Elfmeter herausholte. Im November 2016 etablierte er sich als Stammspieler und am 10. Dezember 2016 (18. Spieltag) erzielte er beim 3:1-Heimsieg gegen den CD Toledo sein erstes Tor. Im weiteren Saisonverlauf gelangen dem Flügelspieler zwei weitere Treffer und insgesamt bestritt er 29 Ligaspiele, stieg aber mit Zamudio als Tabellenletzter in die viertklassige Tercera División.
Bereits am 5. April 2017 wurde der Wechsel Larrazabals zu Athletic Bilbao bekanntgegeben und zum 1. Juli trat er dort einen Zweijahresvertrag an. Dort wurde er der Reserve zugewiesen und begann die Saison dort als Rotationsspieler. Im November 2017 etablierte er sich in der Startformation und am 9. Dezember (18. Spieltag) traf er beim 2:0-Heimsieg gegen die B-Mannschaft des CA Osasuna erstmals für die Reserve. In dieser Spielzeit 2017/18 erzielte er in 32 Ligaeinsätzen zwei Tore und bereitete fünf weitere Treffer vor. In der nächsten Saison 2018/19 gelang ihm der Durchbruch in der Drittklassigkeit und er sammelte in 32 Ligaspielen 17 Torbeteiligungen (9 Tore und acht Vorlagen).
Am 14. Mai 2019 unterzeichnete Larrazabal einen neuen Zweijahresvertrag bei den Leones und wurde in die erste Mannschaft befördert. Am 24. August 2019 (2. Spieltag) gab er beim 1:1-Unentschieden gegen den FC Getafe sein Debüt in der höchsten spanischen Spielklasse, als er kurz vor der Halbzeitpause für den verletzten Óscar de Marcos eingewechselt wurde. In den folgenden Monaten wurde er sporadisch von Cheftrainer Gaizka Garitano eingesetzt und insgesamt absolvierte er in dieser Saison 2019/20 zehn Ligaspiele.
Am 2. Oktober 2020 wechselte Larrazabal ablösefrei zum Zweitligisten Real Saragossa, wo er einen Dreijahresvertrag unterzeichnete.

### Nationalmannschaft
Gaizka Larrazabal debütierte am 30. Mai 2019 beim 0:0-Unentschieden gegen Panama in der nicht anerkannten baskische Auswahl.

## Persönliches
Larrazabals Vater Aitor gilt als einer der größten Spieler Athletic Bilbaos. Er stand zwischen 1990 und 2004 regelmäßig auf seiner angestammten Position der linken Außenverteidigung auf dem Platz und bestritt in dieser Zeit über 400 Pflichtspiele. Später trainierte er diverse baskische Vereine und traf als Trainer der SD Amorebieta im November 2016 sowie im April 2014 auf seinen Sohn, der seinerseits zu Diensten der SD Zamudio auf dem Platz stand. Auch in der nächsten Saison 2017/18 begegneten sich beide als Gegner. Gaizka spielte für Athletic Bilbao B und Aitor trainierte in dieser den Barakaldo CF. Bei seinem Debüt für die erste Mannschaft Bilbaos stand Gaizka mit Aritz Aduriz auf dem Platz, der bereits 17 Jahre zuvor mit dessen Vater zusammenspielte.